# Голий пожежний
Голий пожежник (кор. 맨몸의 소방관) — південнокорейський гостросюжетний детективний мінісеріал що транслювався щосереди та щочетверга у січні 2017 року на телеканалі KBS2.

## Сюжет
Молода художниця на ім'я Хан Чін А, дивом вижила в пожежі що виникла після пограбування заміського будинку її батька — відомого художника. Хоча з того часу минуло вже 10 років, але винних в загибелі обох її батьків так і не знайшли. Від пережитого стресу вона втратила частину пам'яті, до того ж їй постійно дошкуляють приступи астми. Що б пригадати деталі які могли б допомогти слідству, Чін А навіть проходить курс гіпнозу. Після одного з сеансів якого, вона пригадує що один зі злочинців був вдягнений у шкільну форму та мав на спині великий шрам. Що б знайти можливого палія зі шрамом, вона розміщує оголошення про пошук натурщика, який має позувати напівоголений для її нової картини.
В юності Кан Чхоль Су разом зі своїм другом пограбував будинок відомого художника. Хлопців мало не спіймали на гарячому і їм не вдалося поцупити нічого цінного, але невдовзі в тому будинку стається пожежа в якій загинули люди. Минає час. Після служби в армії, Чхоль Су за допомогою небайдужої людини вдається порвати з криміналом та стати пожежним. Але невдовзі в наставника Чхоль Су виявляють тяжке захворювання і йому потрібні великі кошти на лікування. Що б допомогти своєму наставнику, Чхоль Су пристає на пропозицію свого давнього друга Сон Чжіна спробувати стати натурщиком в багатої художниці. Оскільки громадським службовцям в Кореї заборонено працювати на стороні, Чхоль Су бере ім'я Сон Чжіна та йде на співбесіду. На першій зустрічі,  Чін А просить Чхоль Су зняти сорочку, і з жахом бачить шрам зі своїх спогадів на його спині. Що б дізнатись про Чхоль Су більше та спробувати знайти докази, вона наймає його на роботу обіцяя величезний гонорар. Але чим більше вона спілкується з Чхоль Су тим малоймовірнішим їй здається його причетність до підпалу, в той же час дії її давнього знайомого детектива стають все більш підозрілими…

## Акторський склад

### Головні ролі
- Лі Чун Хьок — у ролі Кан Чхоль Су[2]. Молодий пожежний який через наклеп був оголошений в розшук за напад на поліцейського та вбивство десятирічної давнини.
- Чон Ін Сон[en] — у ролі Хан Чін А[3]. Молода багата дівчина яка намагається знайти вбивцю своїх батьків.
- Чо Хї Бон[en] — у ролі Квон Чон Нама[4]. Детектив що розслідує загибель батьків Чін А, та допомагає її в житті. На перший погляд дуже порядна та небайдужа людина, але насправді жорстокий чоловік що лупцює свою дружину.
- Пак Хун[en] — у ролі О Сон Чжіна. Шкільний друг Чхоль Су. Мілкий шахрай який разом з Сон Чжою — тіткою Чін А, намагається викрасти коштовні картини що зберігаються в будинку Чін А.

### Другорядні ролі

#### Люди пов'язані з Чін А
- Со Чон Йон[en] — у ролі Хан Сон Чжа. Безробітна тітка Чін А яка живе за рахунок племінниці. До нестями закохалася в Сон Чжіна та допомагає йому обікрасти Чін А.
- Гіль Хе Йон[en] — у ролі Чон Сун. Домогосподарка в будинку Чін А.

#### Пожежні
- Лі Вон Чон[en] — у ролі Чан Кван Хо. Голова пожежної частини, наставник Чхоль Су. Змушений покинути улюблену роботу через тяжку хворобу.
- Кім Чі Хун — у ролі Нам Іля. Старший колега Чхоль Су, став командиром частини після відставки Кван Хо.
- Пак Чі Хун — у ролі Де Йона. Пожежний.
- Лі До Гьом[en] — у ролі Чун Хо[5]. Пожежний.

#### Головні герої в підлітковому віці
- Ан До Гю[en] — у ролі школяра Кан Чхоль Су.
- Лі Йон Ин — у ролі Хан Чін А.
- Рю І Хьон[en] — у ролі школяра О Сон Чжін.

#### Інші
- Кім Дан У — у ролі доньки детектива Чон Нама.

## Рейтинги
- Найнижчі рейтинги позначені синім кольором, а найвищі — червоним кольором.

| Серія    | Прем'єра      | Рейтинг        | Рейтинг      | Рейтинг        | Рейтинг     |
| Серія    | Прем'єра      | TNmS Ratings   | TNmS Ratings | AGB Nielsen    | AGB Nielsen |
| Серія    | Прем'єра      | По всій країні | Сеул         | По Всій країні | Сеул        |
| -------- | ------------- | -------------- | ------------ | -------------- | ----------- |
| 1        | 12 січня 2017 | 3,9 %          | 4 %          | 4,1 %          | 4,2 %       |
| 2        | 18 січня 2017 | 3,5 %          | 4,2 %        | 3,6 %          | 4,3 %       |
| 3        | 18 січня 2017 | 3,6 %          | 3,7 %        | 4,1 %          | 4,2 %       |
| 4        | 19 січня 2017 | 4,5 %          | 5,3 %        | 5,2 %          | 6 %         |
| Середній | Середній      | 3,88 %         | 4,3 %        | 4,25 %         | 4,68 %      |